# Imlil
Imlil (franska: Imlil (CR), Imlil (Commune Rurale), arabiska: انزو) är en kommun i Marocko.   Den ligger i provinsen Azilal och regionen Béni Mellal-Khénifra, i den nordöstra delen av landet, 250 km söder om huvudstaden Rabat. Antalet invånare är 9 662.